# جون وينستون بيلشر
جون وينستون بيلشر (بالإنجليزية: John Winston Belcher) هو فيزيائي أمريكي، ولد في 1943.